# Società Sportiva San Giovanni
La Società Sportiva San Giovanni és un club de futbol sanmarinès de la ciutat de Borgo Maggiore.

## Palmarès
- sense títols destacats